# Sadzawka

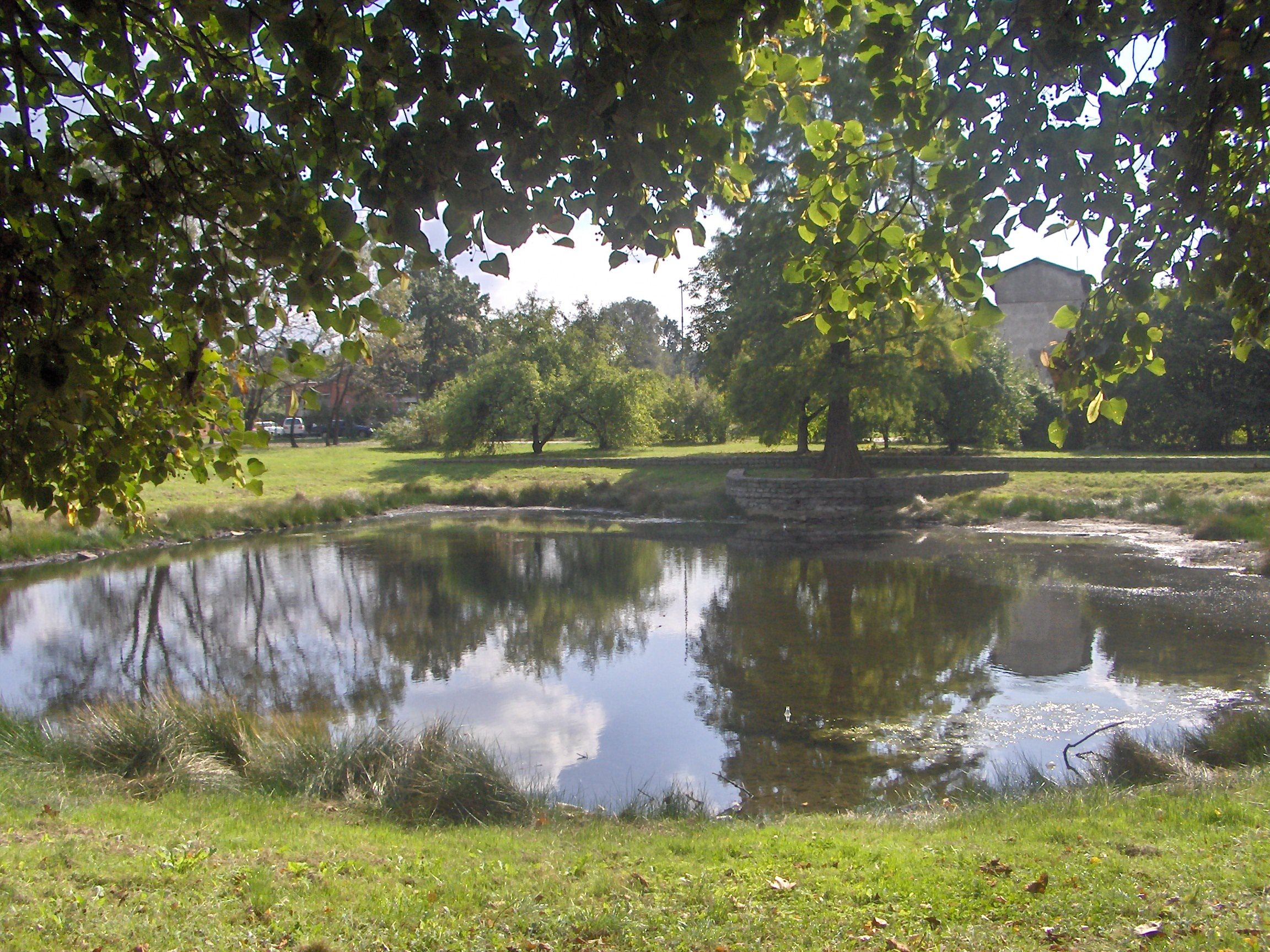
Sadzawka na wrocławskich Strachowicach

Sadzawka – wypełnione wodą niewielkie zagłębienie wykopane w gruncie, utworzone w rezultacie konkretnego zapotrzebowania społecznego lub gospodarczego na retencję wód stojących.
Materiał ziemny zgromadzony podczas budowy sadzawki stanowi zazwyczaj zagospodarowywany materiał odpadowy, bowiem nie jest surowcem wykorzystywanym gospodarczo, tak jak to ma miejsce w przypadku kopalin wydobywanych z wyrobisk powierzchniowych zajmowanych później przez zbiorniki poeksploatacyjne.